# Ludovic Colbeau-Justin
Ludovic Colbeau-Justin est un réalisateur et directeur de la photographie français.

## Filmographie

### Directeur de la photographie
- 2011 : Le Fils à Jo de Philippe Guillard
- 2011 : Hollywoo de Frédéric Berthe et Pascal Serieis
- 2013 : No Limit (série télévisée)
- 2015 : On voulait tout casser de Philippe Guillard
- 2018 : Tout le monde debout de Franck Dubosc
- 2021 : Rumba la vie de Franck Dubosc
- 2024 : Un ours dans le Jura de Franck Dubosc

### Réalisateur
- 2017 : C'est tout pour moi
- 2017 : Juste un regard (mini-série)
- 2018 : Piégés (téléfilm)
- 2018 : Traqués (téléfilm)
- 2020 : Le Lion
- 2021 : La Dernière partie (téléfilm)
- 2022 : Jack Mimoun et les secrets de Val Verde (co-réalisation avec Malik Bentalha)
- 2023 : Pamela Rose, la série (série télévisée)
- 2023 : Le Nouveau (téléfilm)